# 赤城下町
赤城下町（日语：／ Akagi-shitamachi */?）是東京都新宿區的町名。未實施住居表示。地域人口1,272人（2013年8月1日）。郵遞區號為162-0803。

## 地理
位在新宿區東北部。北鄰改代町，東北接築地町，東連赤城元町，南通矢來町，西南部份臨天神町，西接中里町。主要為住宅區。
赤城元町是赤城神社門前南側開始的陡坡上方，赤城下町是陡坡下，神樂坂的反向。區內多製本（裝訂）工廠，但因近年出版技術的變化與電子通信的普及，造成產業轉移，已有許多工廠改建為集合住宅。

## 歷史
原屬牛込村，江戶時代為持筒組、御先手組等的大繩地。1872年（明治5年）成立牛込赤城下町，1911年（明治44年）去除冠稱，沿續至今。

### 地名由來
因位於赤城神社下方而得名。

## 交通
本地沒有鐵路車站，可利用南方的東京地下鐵東西線神樂坂站。

## 備註
1. ↑  『角川日本地名大辞典 13　東京都』、角川書店、1991年再版、P871
2. ↑  .   [2013-08-09]. （原始内容存档于2014-08-19）.

## 外部連結
- 新宿區役所（页面存档备份，存于）